# كريستوفر الثاني
كريستوفر الثاني (اليونانية الحديثة: Χαράλαμπος Δανιηλίδης ؛ 17 يناير 1876 - 23 يونيو 1967) بطريرك الإسكندرية للروم الأرثوذكس من 1939 الي 1966.

## سيرته

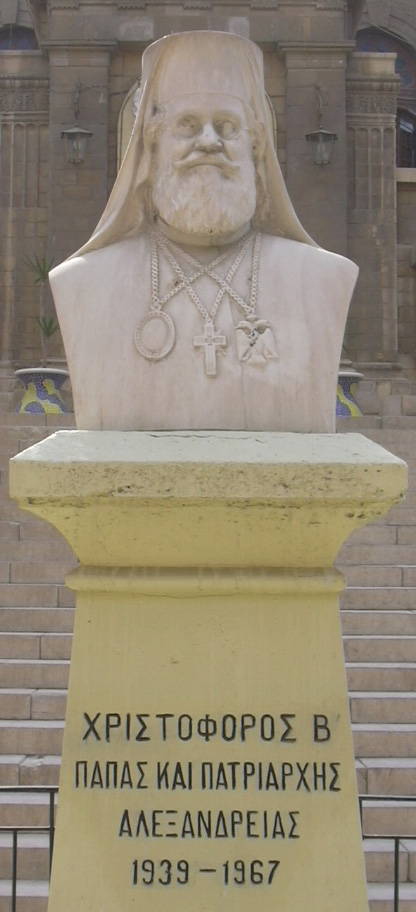
تمثال نصفي للبطريرك كريستوفر الثاني يقع بين دير مار جرجس وكنيسة مارجرجس بالقاهرة.

من مواليد 17 يناير 1876 في شبه جزيرة جاليبولي. في عام 1900 تخرج من المدرسة اللاهوتية للصليب المقدس في القدس. أثناء دراسته برز حبه للكنيسة واهتمامه بالعلوم اللاهوتية الأرثوذكسية.
في 1899 رسم راهبا وعينه البطريرك دميان، بطريرك القدس، أمينًا للبطريركية. ثم عين عضوا في اللجنة المالية لبطريركية القدس، حيث تميز بوضع الميزانية وتطوير النظام المالي للكنيسة.
في عام 1904، أستدعاه البطريرك فوتيوس الإسكندري ورفعه إلى رتبة راهب-كاهن. في عام 1906 أصبح أرشمندريت (سكرتير الأبرشية).[بحاجة لمصدر]
في 3 أغسطس 1908، في كنيسة البشارة بالإسكندرية، كرس أسقف أكسوم (إثيوبيا) مع ترقيته إلى رتبة مطران، ليصبح أول أسقف أكسوم بعد أن دخلت الكنيسة الإثيوبية في المونوفيزية أو الميافيزية. ولكن السلطات الإثيوبية لم تعترف به ولذلك لم يستطع كريستوفر العيش في إثيوبيا.
في 30 ديسمبر 1914، انتخب مطران ليونتوبول (مصر). في يونيو 1939 انتخب البطريرك رقم 111 لمدينة الإسكندرية وسائر إفريقيا.
قبل انتخابه ، وعد بملء جميع الكراسي الشاغرة لكنيسة الإسكندرية، وتحسين الوضع المادي للكهنة، ولكن التغييرات التي حدثت في مصر أثناء وبعد الحرب العالمية الثانية أغرقت البلاد في حالة من الفوضى وقادت لاضطهاد الاجانب اليونانيين وبطريركية الروم الأرثوذكس بالإسكندرية. بناء علي ذلك زادت هجرة اليونانيين إلى بلدان أخرى، وخاصة إلى أستراليا، مما أدى إلى انخفاض كبير في عدد الروم الأرثوذكس في مصر. بحلول نهاية الستينيات من القرن العشرين، أصبح عدد الروم الأرثوذكس بضعة آلاف فقط.
كان رد البطريرك على ذلك بداية التبشير بالأرثوذكسية في إفريقيا. في وقت مبكر من عام انتخابه بطريرك دعا العديد من سكان أوغندا إلى القاهرة للتعليم الثانوي، ثم أرسلهم لتلقي التعليم اللاهوتي.
في عام 1946، أنشأ «الكنيسة الأرثوذكسية اليونانية الأفريقية» والتي كانت تضم في ذلك الوقت 10291 مؤمنًا و56 مركزًا، تم قبولها في نطاق سلطة بطريركية القسطنطينية.
في 16 نوفمبر 1966 تقاعد لأسباب صحية، إلى أن مات في 23 يوليو 1967.